# Selección de voleibol del Reino Unido
La selección de voleibol del Reino Unido es el equipo que representa a Reino Unido en las competiciones de voleibol. El equipo del programa de voleibol de Reino Unido se reanudó en 2006 tras un acuerdo de la FIVB para permitir que las naciones de Inglaterra, Escocia, Gales e Irlanda del Norte independientes compitieran juntas por los Juegos Olímpicos de 2012 y los Juegos Paralímpicos de 2012.

## Ranking
El equipo masculino ocupó el puesto 29 en el ranking mundial de la FIVB al 22 de julio de 2013.

### Temporadas

#### 2008
Liga europea ( Países Bajos,  Eslovaquia,  Grecia y  Portugal).
| Fecha       | Adversario   | Lugar           | Puntaje | 1   | 2   | 3   | 4   | 5  | V/D |
| ----------- | ------------ | --------------- | ------- | --- | --- | --- | --- | -- | --- |
| 13 de junio | Eslovaquia   | Žilina          | 0-3     | -12 | -15 | -16 |     |    | D   |
| 14 de junio | Países Bajos | Žilina          | 0-3     | -22 | -20 | -16 |     |    | D   |
| 15 de junio | Grecia       | Žilina          | 0-3     | -18 | -20 | -17 |     |    | D   |
| 27 de junio | Portugal     | Sheffield       | 3-1     | -25 | 17  | 23  | 22  |    | V   |
| 28 de junio | Eslovaquia   | Sheffield       | 0-3     | -23 | -22 | -29 |     |    | D   |
| 29 de junio | Grecia       | Sheffield       | 3-2     | 19  | -23 | -19 | 21  | 10 | V   |
| 4 de julio  | Países Bajos | Róterdam        | 0-3     | -23 | -13 | -11 |     |    | D   |
| 5 de julio  | Portugal     | Róterdam        | 0-3     | -19 | -23 | -21 |     |    | D   |
| 6 de julio  | Eslovaquia   | Róterdam        | 0-3     | -14 | -23 | -25 |     |    | D   |
| 11 de julio | Portugal     | Póvoa de Varzim | 0-3     | -22 | -15 | -20 |     |    | D   |
| 12 de julio | Países Bajos | Póvoa de Varzim | 0-3     | -22 | -15 | -19 |     |    | D   |
| 13 de julio | Grecia       | Póvoa de Varzim | 1-3     | -17 | -20 | 24  | -11 |    | D   |

#### 2009
Clasificatorios del Campeonato del Mundo de la 1ª Ronda ( Bielorrusia e  Israel).
| Fecha      | Adversario  | Lugar     | Puntaje | 1   | 2  | 3   | 4   | 5 | V/D |
| ---------- | ----------- | --------- | ------- | --- | -- | --- | --- | - | --- |
| 2 de enero | Israel      | Sheffield | 1-3     | -14 | 21 | -22 | -14 |   | D   |
| 4 de enero | Bielorrusia | Sheffield | 1-3     | -23 | 13 | -22 | -17 |   | D   |

Liga europea ( España,  Turquía y  Croacia)
| Fecha       | Adversario | Lugar      | Puntaje | 1   | 2   | 3   | 4   | 5 | V/D |
| ----------- | ---------- | ---------- | ------- | --- | --- | --- | --- | - | --- |
| 5 de junio  | España     | Valladolid | 0-3     | -23 | -23 | -16 |     |   | D   |
| 6 de junio  | España     | Valladolid | 1-3     | -12 | -21 | 23  | -20 |   | D   |
| 13 de junio | Croacia    | Edimburgo  | 3-0     | 16  | 22  | 23  |     |   | V   |
| 14 de junio | Croacia    | Edimburgo  | 3-1     | -24 | 18  | 16  | 18  |   | V   |
| 20 de junio | Turquía    | Amasya     | 0-3     | -14 | -16 | -20 |     |   | D   |
| 21 de junio | Turquía    | Amasya     | 1-3     | -29 | 25  | -22 | -19 |   | D   |
| 27 de junio | Turquía    | Norwich    | 1-3     | 21  | -18 | -21 | -17 |   | D   |
| 28 de junio | Turquía    | Norwich    | 0-3     | -28 | -23 | -20 |     |   | D   |
| 4 de julio  | Croacia    | Daruvar    | 3-0     | 23  | 18  | 23  |     |   | V   |
| 5 de julio  | Croacia    | Daruvar    | 3-2     | 21  | -22 | 22  | -19 | 9 | V   |
| 11 de julio | España     | Sheffield  | 0-3     | -20 | -20 | -22 |     |   | D   |
| 12 de julio | España     | Sheffield  | 0-3     | -18 | -16 | -15 |     |   | D   |

#### 2010
Campeonato de Europa de la 1a ronda ( Azerbaiyán)
| Fecha      | Adversario | Lugar     | Puntaje | 1   | 2   | 3   | 4 | 5 | V/D |
| ---------- | ---------- | --------- | ------- | --- | --- | --- | - | - | --- |
| 8 de mayo  | Azerbaiyán | Bakú      | 0-3     | -21 | -18 | -22 |   |   | D   |
| 15 de mayo | Azerbaiyán | Sheffield | 3-0     | 18  | 12  | 18  |   |   | V   |

Clasificatorios del Campeonato de Europa de la 2a ronda ( Letonia,  Finlandia y  Grecia)
| Fecha      | Adversario | Lugar     | Puntaje | 1   | 2   | 3   | 4   | 5   | V/D |
| ---------- | ---------- | --------- | ------- | --- | --- | --- | --- | --- | --- |
| 21 de mayo | Letonia    | Riga      | 1-3     | -23 | -23 | 24  | -16 |     | D   |
| 22 de mayo | Finlandia  | Riga      | 0-3     | -19 | -22 | -19 |     |     | D   |
| 23 de mayo | Grecia     | Riga      | 0-3     | -30 | -21 | -19 |     |     | D   |
| 28 de mayo | Finlandia  | Heraclión | 0-3     | -22 | -22 | -17 |     |     | D   |
| 29 de mayo | Grecia     | Heraclión | 2-3     | 23  | -13 | 22  | -15 | -15 | D   |
| 30 de mayo | Letonia    | Heraclión | 1-3     | -23 | -23 | 22  | -26 |     | D   |

Liga europea ( España,  Rumanía,  Eslovaquia)
| Fecha       | Adversario | Lugar     | Puntaje | 1   | 2   | 3   | 4   | 5   | V/D |
| ----------- | ---------- | --------- | ------- | --- | --- | --- | --- | --- | --- |
| 5 de junio  | Eslovaquia | Sheffield | 1-3     | -23 | 19  | -23 | -23 |     | D   |
| 6 de junio  | Eslovaquia | Sheffield | 3-0     | 23  | 21  | 22  |     |     | V   |
| 11 de junio | España     | Salamanca | 1-3     | -15 | 18  | -23 | -26 |     | D   |
| 12 de junio | España     | Salamanca | 3-0     | 22  | 24  | 22  |     |     | V   |
| 19 de junio | Rumanía    | Crawley   | 3-1     | -21 | 18  | 18  | 16  |     | V   |
| 20 de junio | Rumanía    | Crawley   | 2-3     | 23  | -15 | -21 | 22  | -10 | D   |
| 25 de junio | Rumanía    | Constanza | 0-3     | -22 | -20 | -24 |     |     | D   |
| 26 de junio | Rumanía    | Constanza | 2-3     | 22  | -21 | 20  | -28 | -13 | D   |
| 3 de julio  | España     | Sheffield | 0-3     | -23 | -20 | -17 |     |     | D   |
| 4 de julio  | España     | Sheffield | 0-3     | -12 | -17 | -22 |     |     | D   |
| 9 de julio  | Eslovaquia | Nitra     | 0-3     | -15 | -19 | -21 |     |     | D   |
| 4 de julio  | Eslovaquia | Nitra     | 0-3     | -15 | -23 | -21 |     |     | D   |

#### 2011
Liga europea (Croacia, Bélgica y Eslovenia).
| Fecha       | Adversario | Lugar     | Puntaje | 1   | 2   | 3   | 4   | 5   | V/D |
| ----------- | ---------- | --------- | ------- | --- | --- | --- | --- | --- | --- |
| 28 de mayo  | Croacia    | Sheffield | 3-2     | -21 | -21 | 24  | 18  | 4   | V   |
| 29 de mayo  | Croacia    | Sheffield | 0-3     | -18 | -21 | -15 |     |     | D   |
| 4 de junio  | Bélgica    | Bélgica   | 3-0     | 21  | 24  | 16  |     |     | V   |
| 15 de junio | Bélgica    | Bélgica   | 1-3     | 23  | -19 | -20 | -18 |     | D   |
| 10 de junio | Eslovenia  | Sheffield | 1-3     | -21 | -14 | 31  | -16 |     | D   |
| 11 de junio | Eslovenia  | Sheffield | 0-3     | -23 | -21 | -18 |     |     | D   |
| 18 de junio | Eslovenia  | Liubliana | 1-3     | -19 | -19 | 15  | -21 |     | D   |
| 19 de junio | Eslovenia  | Liubliana | 3-0     | 23  | 16  | 21  |     |     | V   |
| 25 de junio | Bélgica    | Crawley   | 2-3     | 24  | -19 | 22  | -23 | -14 | D   |
| 26 de junio | Bélgica    | Crawley   | 3-2     | 23  | -23 | 23  | -22 | 11  | V   |
| 9 de julio  | Croacia    | Croacia   | 0-3     | -22 | -19 | -20 |     |     | D   |
| 10 de julio | Croacia    | Croacia   | 2-3     | -19 | 23  | 23  | -13 | -10 | D   |

Prueba olímpica - Earls Court (Londres) 20-24 de julio de 2011.
| Fecha       | Adversario     | Lugar       | Puntaje | 1   | 2   | 3   | 4  | 5 | V/D |
| ----------- | -------------- | ----------- | ------- | --- | --- | --- | -- | - | --- |
| 20 de julio | México         | Earls Court | 3-1     | 15  | 20  | -21 | 23 |   | V   |
| 21 julio    | Serbia         | Earls Court | 0-3     | -18 | -14 | -25 |    |   | D   |
| 22 de julio | Brasil         | Earls Court | 0-3     | -19 | -22 | -12 |    |   | D   |
| 23 de julio | Estados Unidos | Earls Court | 0-3     | -23 | -23 | -23 |    |   | D   |
| 24 de julio | Egipto         | Earls Court | 3-1     | 18  | -21 | 22  | 23 |   | V   |

#### 2012
Campeonato de Europa de la 1a ronda ( Albania)
| Fecha      | Adversario | Lugar   | Puntaje | 1  | 2  | 3  | 4 | 5 | V/D |
| ---------- | ---------- | ------- | ------- | -- | -- | -- | - | - | --- |
| 12 de mayo | Albania    | Tirana  | 3-0     | 25 | 23 | 20 |   |   | V   |
| 19 de mayo | Albania    | Crawley | 3-0     | 17 | 17 | 22 |   |   | V   |

Juegos Olímpicos - Earls Court (Londres) 29 de julio - 6 de agosto de 2012
| Fecha       | Adversario | Lugar       | Puntaje | 1   | 2   | 3   | 4 | 5 | V/D |
| ----------- | ---------- | ----------- | ------- | --- | --- | --- | - | - | --- |
| 29 de julio | Bulgaria   | Earls Court | 0-3     | -18 | -20 | -24 |   |   | D   |
| 31 de julio | Australia  | Earls Court | 0-3     | -15 | -18 | -20 |   |   | D   |
| 2 de agosto | Italia     | Earls Court | 0-3     | -19 | -16 | -20 |   |   | D   |
| 4 de agosto | Polonia    | Earls Court | 0-3     | -16 | -19 | -18 |   |   | D   |
| 6 agosto    | Argentina  | Earls Court | 0-3     | -18 | -18 | -15 |   |   | D   |

Clasificatorios de la 2a ronda del Campeonato de Europa ( Bielorrusia,  Turquía y  Portugal)
| Fecha            | Adversario  | Lugar         | Puntaje | 1   | 2   | 3   | 4   | 5   | V/D |
| ---------------- | ----------- | ------------- | ------- | --- | --- | --- | --- | --- | --- |
| 7 de septiembre  | Portugal    | Vila do Conde | 2-3     | -24 | 22  | 20  | -18 | -10 | D   |
| 8 de septiembre  | Turquía     | Vila do Conde | 3–2     | -17 | 20  | 20  | -17 | 24  | G   |
| 9 de septiembre  | Bielorrusia | Vila do Conde | 1-3     | -15 | 23  | -23 | -19 |     | D   |
| 14 de septiembre | Turquía     | Ankara        | 0-3     | -16 | -17 | -20 |     |     | D   |
| 15 de septiembre | Portugal    | Ankara        | 0-3     | -18 | -17 | -26 |     |     | D   |
| 16 de septiembre | Bielorrusia | Ankara        | 2-3     | 20  | -14 | 23  | -19 | -11 | D   |

## Jugadores

### Equipo actual
La siguiente es la lista británica en el torneo de voleibol masculino de los Juegos Olímpicos de Verano de 2012.
Entrenador:  Harry Brokking
| N.º | Nombre               | Fecha de nacimiento      | Altura          | Peso            | Pico            | Bloqueo         | Club                            |
| --- | -------------------- | ------------------------ | --------------- | --------------- | --------------- | --------------- | ------------------------------- |
| 1   | Peter Bakare         | 2 de julio de 1989       | 1,95 m (6′ 5″)  | 93 kg (205 lb)  | 0,359 m (1′ 2″) | 0,339 m (1′ 1″) | Landstede Hammers               |
| 2   | Ben Pipes ()         | 21 de octubre de 1986    | 2,04 m (6′ 8″)  | 91 kg (200 lb)  | 0,337 m (1′ 1″) | 0,318 m (1′ 1″) | Landstede Hammers               |
| 3   | Dami Bakare          | 22 de septiembre de 1988 | 1,96 m (6′ 5″)  | 89 kg (196 lb)  | 0,363 m (1′ 2″) | 0,339 m (1′ 1″) | VC Argex Duvel Puurs            |
| 4   | Daniel Hunter (izq.) | 23 de enero de 1990      | 1,80 m (5′ 11″) | 85 kg (187 lb)  | 0,320 m (1′ 1″) | 0,300 m (1′ 0″) | Landstede Hammers               |
| 5   | Mark Plotyczer       | 19 de febrero de 1987    | 1,95 m (6′ 5″)  | 81 kg (178 lb)  | 0,344 m (1′ 2″) | 0,316 m (1′ 0″) | St-Brieuc CAVB                  |
| 7   | Mark McGivern        | 24 de febrero de 1983    | 1,95 m (6′ 5″)  | 87 kg (191 lb)  | 0,352 m (1′ 2″) | 0,324 m (1′ 1″) | Avignon Volley-Ball             |
| 8   | Jason Haldane        | 23 de julio de 1971      | 2,03 m (6′ 8″)  | 105 kg (231 lb) | 0,350 m (1′ 2″) | 0,330 m (1′ 1″) | VC CSKA Sofia                   |
| 9   | Andrew Pink          | 25 de enero de 1983      | 1,92 m (6′ 4″)  | 86 kg (189 lb)  | 0,349 m (1′ 2″) | 0,321 m (1′ 1″) | Amicale Laïque Canteleu-Maromme |
| 10  | Nathan francés       | 20 de abril de 1990      | 1,93 m (6′ 4″)  | 77 kg (169 lb)  | 0,333 m (1′ 1″) | 0,310 m (1′ 0″) | Avignon Volley-Ball             |
| 11  | Joel Miller          | 15 de diciembre de 1988  | 1,91 m (6′ 3″)  | 83 kg (183 lb)  | 0,329 m (1′ 1″) | 0,311 m (1′ 0″) | VBK Klagenfurt                  |
| 12  | Christopher Lamont   | 7 de diciembre de 1982   | 1,99 m (6′ 6″)  | 76 kg (167 lb)  | 0,337 m (1′ 1″) | 0,314 m (1′ 0″) | ASUL Lyon                       |
| 17  | Kieran O'Malley      | 12 de mayo de 1988       | 1,88 m (6′ 2″)  | 78 kg (172 lb)  | 0,320 m (1′ 1″) | 0,305 m (1′ 0″) | Licurgo Abiant                  |